# Wanastowi Vjecy
Wanastowi Vjecy je česká rocková skupina s punkovou minulostí, hrající od roku 1988. Hraje ve složení Robert Kodym (zpěv), Štěpán Smetáček (bicí), Vojtěch Bureš (kytara) a Radek Havlíček (baskytara).

## Historie
Kapela vznikla roku 1988 jako studiový projekt, který měl natočit hudbu pro připravovaný dokument o punkáčích v Praze. V sestavě Robert Kodym – zpěv, kytary, P.B.Ch. – vokály, basa, Adolf Vitáček – vokály, bicí tak vznikly čtyři písně – pozdější velký hit "Tak mi to teda nandey", "Woni", "Wona je hotowá" a "Olé" (nikdy nevyšla na řadové desce).
WV debutovaly v září 1991 s deskou Tak mi to teda nandey, za bicími seděl ve studiu Ivan Polák. Album se neslo v punkovém duchu, o WV se mluvilo stále spíše jako o studiové kapele.[zdroj?] Rok na to jsou však Vjecy na každém rohu – vydávají Lži, sex a prachy, odklonily se od punku k "barevnější muzice" a brzy se dočkaly úspěchů.[zdroj?] Písně Nahá a Sbírka zvadlejch růží byly často hrané v rádiích.[zdroj?] V roce 1993 vyšlo podivné Divnoalbum – deska remixů, live záznamů a instrumentálních skladeb. Skupina se poté odmlčela kvůli obnovení sesterské Lucie.[zdroj?]
Wanastovi Vjecy se vrátily v roce 1996 se syrovějším albem Andělé. Rádiové singly Blbá a Andělé získaly WV nové fanoušky a přesvědčily ty staré, že kapela neumřela.[zdroj?] Hned v příštím roce vyšla další deska 333 stříbrnejch stříkaček. V médiích se prosadily skladby Vlkodlak, V princeznách, Kouzlo nebo Vykopej ty zrůdy.[zdroj?] Ke Stříkačkám WV absolvovaly turné, poté ještě akustickou vánoční šňůru a opět dostala slovo Lucie.
Nepříliš úspěšné[zdroj?] album Hračky vyšlo v dubnu 2000, avizovala jej balada Otevři oči. Kvůli aktivitám Lucie však Vjecy nekoncertovaly. V září 2001 vyšlo album Ty nejlepší věci, výběr největších hitů kapely k desátému výročí vydání debutu. Ohlášené turné neproběhlo, zelenou měla stále Lucie, koncertní host, kytarista Tomáš Vartecký navíc hrál s kapelou Daniela Landy a Kollerbandem.
Na jaře 2003 byl z Lucie „odejit“ klávesista Michal Dvořák,[zdroj?] v září 2005 pak ještě David Koller.[zdroj?] Kodym s P.B.Ch. a bubeníkem kapely -123 min. Martinem Vajglem začali připravovat nové album. To spatřilo světlo světa na podzim 2006 pod názvem Torpédo, ve stejné době jako Kollerovo druhé sólové album. V rozhlase byl nasazen singl Otevřená zlomenina srdečního svalu, klip přišel do televizí se zpožděním. Na jaře měla proběhnout rozsáhlá koncertní šňůra, z níž se ale kvůli problémům s organizací a změně managementu uskutečnil pouze koncert v Londýně.[zdroj?] Následovala mediální mystifikace,[zdroj?] podzimní termíny koncertů byly nakonec přesunuty na jaro 2008. Ještě předtím se však objevila skladba Velkej první letní den, která avizovala novou kompilaci největších hitů, která vyšla na podzim. Trojdisk Best of 20 let + DVD a narozeninový koncert v pražské Sazka Areně měly být zahájením oslav 20 let od založení kapely. Ty pak vyvrcholily právě koncertním turné na jaře 2008.
Posléze se kapela stahuje do ústraní. Členové formace údajně koketovali s myšlenkou přípravy materiálu na novou desku, ale informace se postupně ukázala jako nepravdivá.[zdroj?] P.B.Ch. se vrátil k práci na svém druhém sólovém albu, které před časem odložil z důvodu spolupráce na albu Wanastowých Vjecí Torpédo.
Zásadní informace se objevila 20. října 2010, kdy Wanastowky sdělily v tiskové zprávě a na svém oficiálním webu ukončení působení P.B.Ch. v kapele. P.B.Ch. se dle vyjádření chtěl věnovat vlastním hudebním projektům a tvorbě filmové hudby.
Spekulace o konci činnosti kapely se však nepotvrdily. V navazujícím tiskovém prohlášení lídr projektu Robert Kodym potvrdil, že skupina v žádném případě nekončí a s posílením v podobě comebacku staronových členů připravuje novou desku, která by měla vyjít na podzim roku 2011.[zdroj?]
V pátek 12. listopadu 2010 Kodym během rozhovoru pro rádio Frekvence 1 prozradil, že staronovými členy rockového seskupení jsou bubeník Štěpán Smetáček a baskytarista Radek Havlíček. Oba hudebníci v kapele již působili během první poloviny devadesátých let. V této nové sestavě Vjecy odehrály v r. 2011 dva koncerty (Praha, Klub Mlejn; festival Topfest, SR), které byly kritiky hodnoceny nejlépe od koncertní šňůry v r. 1997 k albu 333 stříbrnejch stříkaček.[zdroj?]
Na podzim roku 2011 vychází první album v nové sestavě bez P.b.Ch. s názvem Letíme na Wenuši. Následuje natáčení klipu ke skladbě Kulomet, bohužel klip není hotov a není znám termín uveřejnění.
V dubnu 2012 vyráží skupina na turné, které čítá kromě českých měst i 2 zastávky na Slovensku. Kapela z celkového počtu 20 písní hraje 5 z nového alba, zbytek jsou staré osvědčené hity, zazní i 3 písničky od sesterské Lucie. Oproti předchozímu best of, je turné monstróznější s velkými světelnými a pyrotechnickými efekty.
Začátkem roku 2024 po dlouhých letech skupinu opustil z osobních důvodů kytarista Tomáš Vartecký a dočasně ho na turné nahradil P.B.Ch. Koncem roku 2024 představili stálého nového kytaristu Vojtěcha Bureše, který je členem známé vlastní skupiny Doctor Victor.

## Původ názvu
Baskytaristu P.B.Ch. zaujal refrén písně Pražského výběru, kde se zpívá: „…Nafta nad zlato“. Text ale zprvu slyšel nezřetelně a vyšlo mu z toho jen tajemné slovo „vanasto!“. Přišlo mu to velice divné a odtud tedy Wanastowi Vjecy. Zpočátku se název psal česky Vanastový věci. To hrála kapela ve složení P.B.CH., P. Váňa. M. Linhart především své písničky, ale i od kapel jako Devo, Sex Pistols, Stranglers. S rádoby polskou transkripcí přišel až později Robert Kodym. Význam sousloví Wanastowi Vjecy znamená "věci, který jsou tak krásný až sou hnusný a naopak".

## Členové
- Robert Kodym - zpěv, kytara (1988-současnost)
- Štěpán Smetáček – bicí, doprovodný zpěv (2012-současnost); (studiový/koncertní člen: 1992-1997)
- Radek Havlíček - baskytara, doprovodný zpěv (2012-současnost); kytara (koncertní člen: 1992-1993)
- Vojtěch Bureš – kytara, doprovodný zpěv (2024-současnost)

### Bývalí členové
- Tomáš Vartecký – kytara, doprovodný zpěv (2012-2024); (koncertní člen: 1996-2010)
- P.B.CH. - baskytara, doprovodný zpěv (1986-2010)
- Adolf Vitáček – bicí (1988-1990)

### Bývalí koncertní členové
- Ivan Polák – bicí (studiový/koncertní člen: 1991)
- Marek Kopecký - bicí (1997)
- Martin Vajgl – bicí (studiový/koncertní člen: 2000-2010)
- P.B.CH. - kytara, doprovodný zpěv (2024)

## Diskografie

### Řadová alba
- Tak mi to teda nandey (CD, MC, LP – Tommu Records, 1991, reedice: B&M Music, 1996)
- Lži, sex & prachy (CD, MC, LP – Popron Music, 1992, reedice: B&M Music, 1996)
- Divnoalbum (CD, MC – Popron Music, 1993)
- Andělé (CD, MC – B&M Music, 1996)
- 333 stříbrnejch stříkaček (CD, MC – B&M Music, 1997)
- Hračky (CD, MC – B&M Music, 2000)
- Torpédo (CD – Sony BMG, 2006)
- Letíme na Wenuši (CD, 2011)
- Alchymie (CD, 2016)

### Kompilace
- Epidemie (LP, MC - multiSONic, 1990)
- Ty nejlepší věci (CD, MC - B&M Music, 2001)
- Best Of 20 let (2CD + DVD - Universal, 2007)